# Vlag van Uitgeest

De vlag van de gemeente Uitgeest.

De vlag van Uitgeest is het gemeentelijke dundoek van de Noord-Hollandse gemeente Uitgeest. De vlag werd op 26 september 1974 bij raadsbesluit als gemeentevlag aangenomen.  De vlagbeschrijving luidt:
Drie horizontale banen, t.w. een zwarte baan, ter breedte van de helft van de totale breedte van de vlag, en een witte en rode baan, beide ter breedte van een kwart van de totale breedte van de vlag. In de zwarte baan (zijnde de kleur van de ondergrond van het gemeentewapen) zijn aan de zijde van de vlaggenstok de vier leeuwen van het gemeentewapen verwerkt, twee in rode en twee in witte kleur. De vier leeuwen zijn onderling gescheiden door een smalle witte baan.
In het kanton is het wapen van Uitgeest geplaatst. De vlag heeft drie banen, de bovenste heeft in aan de kant van de vlaggenmast het gemeentewapen over de volle hoogte. De vier vierkanten worden van de rest van de zwarte baan gescheiden door een witte lijn, onderling worden zij eveneens door witte lijnen gescheiden. In het eerste en vierde kwartier van het wapen staat een witte leeuw. In het tweede en derde kwartier een rode leeuw. Deze baan beslaat de half zo hoog als de gehele vlag en is zwart. De twee andere banen zijn elk een kwart van de hoogte van de vlag. De middelste baan is wit van kleur en de onderste is rood. 

## Verwante afbeelding

Het wapen van Uitgeest

Aalsmeer · Alkmaar · Amstelveen · Amsterdam · Bergen · Beverwijk · Blaricum · Bloemendaal · Castricum · Den Helder · Diemen · Dijk en Waard · Drechterland · Edam-Volendam · Enkhuizen · Gooise Meren · Haarlem · Haarlemmermeer · Heemskerk · Heemstede · Heiloo · Hilversum · Hollands Kroon · Hoorn · Huizen · Koggenland · Landsmeer · Laren · Medemblik · Oostzaan · Opmeer · Ouder-Amstel · Purmerend · Schagen · Stede Broec · Texel · Uitgeest · Uithoorn · Velsen · Waterland · Wijdemeren · Wormerland · Zaanstad · Zandvoort